# Coleophora moestella
Coleophora moestella é uma espécie de mariposa do gênero Coleophora pertencente à família Coleophoridae.